# Микьелли, Джузеппе
Джузеппе Микьелли (итал. Giuseppe Michielli, род. 23 мая 1985 года в Джемона-дель-Фриули) — итальянский двоеборец, участник двух Олимпийских игр.
В Кубке мира Микьелли дебютировал в 2003 году, в феврале 2005 года первый раз попал в десятку лучших на этапе Кубка мира, в командных соревнованиях. Всего на сегодняшний момент имеет 3 попадания в десятку лучших на этапах Кубка мира, 1 в личных  и 2 в командных соревнованиях. Лучшим достижением в итоговом зачёте Кубка мира для Микьелли является 39-е место в сезоне 2009-10.
На Олимпиаде-2006 в Турине показал следующие результаты: индивидуальная гонка - 14-е место, спринт - 16-е место, эстафета - не финишировали.
На Олимпиаде-2010 в Ванкувере стартовал в трёх дисциплинах: 33-е место в соревнованиях с нормального трамплина + 10 км, 23-е место в соревнованиях с большого трамплина + 10 км и 10-е место в командных соревнованиях.
За свою карьеру участвовал в двух чемпионатах мира, лучший результат 7-е место в команде на чемпионате мира - 2009, в личных соревнованиях не поднимался выше 28-го места.
Использует лыжи производства фирмы Atomic.